# Lee Re
Lee Re (* 12. März 2006 in Gwangju, Südkorea) ist eine südkoreanische Schauspielerin.

## Leben
Lee Re hatte ihren Durchbruch als Kinderdarstellerin im Alter von sieben Jahren in Lee Joon-iks Film Hope (Sowon) als titelgebende Figur. Für ihre Leistung wurde sie auf dem Beijing International Film Festival als beste Nebendarstellerin ausgezeichnet. Zuvor hatte sie bereits Rollen in drei Fernsehserien.
2014 spielte sie die Hauptrolle in der Literaturverfilmung How to Steal a Dog, basierend auf einem Roman von Barbara O’Connor. 2015 spielte sie die jüngere Rolle von Shin Se-kyung in der Historienserie Six Flying Dragons. 2016 lieh sie der kleinen Yotsuha Miyamizu in der koreanischen Synchronisierung des Anime-Erfolgsfilms Your Name ihre Stimme. Lee Han engagierte sie für den Film A Melody to Remember und gab ihr 2019 einen Gastauftritt in Innocent Witness. 2020 spielte sie eine der Hauptrollen in Yeon Sang-hos Zombiefilm Peninsula.

## Filmografie

### Filme
- 2013: Sowon (소원)
- 2014: How to Steal a Dog (개를 훔치는 완벽한 방법 Gaereul Humchineun Wanbyeokhan Bangbeop)
- 2016: A Melody To Remember (오빠생각 Oppa Saenggak)
- 2018: Seven Years of Night (7년의 밤)
- 2019: Innocent Witness (증인 Jeungin)
- 2020: Peninsula (반도 Bando)

### Fernsehserien
- 2012: Goodbye Dear Wife (굿바이 마눌)
- 2012: The Chaser (추적자)
- 2012: Here Comes Mr. Oh (오자룡이 간다)
- 2015: Super Daddy Yeol (슈퍼대디 열)
- 2015: Six Flying Dragons (육룡이 나르샤)
- 2016: Come Back Mister (돌아와요 아저씨)
- 2017: Witch at Court (마녀의 법정)
- 2018: Radio Romance (라디오 로맨스)
- 2018: Memories of the Alhambra (알함브라 궁전의 추억)
- 2020: Start-Up (스타트업)
- 2021: Hello, Me! (안녕? 나야!)
- 2021: Move to Heaven (무브 투 헤븐: 나는 유품정리사입니다)
- 2021: Hometown (홈타운)
- 2021: Hellbound (지옥)